# Fireworks (àlbum)
Fireworks és el tercer àlbum d'estudi de la banda brasilera Angra, llançat en 1998 i l'últim amb els membres originals de la banda. Aquest àlbum no té les característiques rítmiques i melòdiques com el disc anterior Holy Land, tornant-lo més directe i agressiu.

## Llista de Cançons
1. "Wings Of Reality"	– 5:54
2. "Petrified Eyes"	– 6:05
3. "Lisbon"		– 5:13
4. "Metal Icarus"	– 6:23
5. "Paradise"		– 7:38
6. "Mystery Machine"	– 4:11
7. "Fireworks"		– 6:20
8. "Extreme Dream"	– 4:16
9. "Gentle Change"	– 5:35
10. "Speed"		– 5:57
11. "Rainy Nights" (Bonus track al Japó) – 5:03

## Formació
- Andre Matos	– Veus
- Kiko Loureiro	– Guitarra
- Rafael Bittencourt – Guitarra
- Luís Mariutti		– Baix
- Ricardo Confessori	– Bateria